# Holzmobilisierung
Holzmobilisierung bezeichnet in der Forstwirtschaft die Gesamtheit der organisatorischen, beratenden und logistischen Aktivitäten, die den Umfang des tatsächlichen Holzeinschlags (Holzernte) erhöhen sollen. Hintergrund sind die laut der zweiten Bundeswaldinventuren 2002 gegenüber der ersten Inventur von 1987 stark gewachsenen Holzvorräte in den Beständen, verursacht durch das Überwiegen der nachwachsenden über die eingeschlagenen Mengen (Zuwachs). Durch die Holzmobilisierung soll die nachhaltig mögliche Waldnutzung stärker ausgeschöpft werden.
Großes Potential wird zum einen im Privatwald und vor allem im Klein- und Kleinstprivatwald gesehen, der häufig nur extensiv wirtschaftlich genutzt wird. Zum anderen wird generelles Optimierungspotential bei der Bewirtschaftung von Waldflächen in Bereichen wie Ernte, Logistik und Vermarktung gesehen.

## Nachhaltige Potenzialausschöpfung
Mit steigenden Rohstoffpreisen für Erdöl und Erdgas und mit der zunehmenden Klimaschutzdiskussion gilt der Nachwachsende Rohstoff Holz als vielversprechende Option sowohl für die stoffliche als auch die energetische Biomasse-Nutzung. Trotz dieser ökologischen und ökonomischen Rahmenbedingungen wird ein Teil des vorhandenen Potentials bisher nicht genutzt.

„Der jährliche Holzzuwachs beträgt in Deutschland (gemäß der zweiten Bundeswaldinventur von 2002) rund 95 Mio. Festmeter (fm), genutzt werden ca. 67 Mio. Festmeter. Dies bedeutet, dass der Holzzuwachs zu etwa 70 % genutzt wird. Etwa 29 % des Zuwachses zwischen 1987 und 2002  wurden akkumuliert. Rein rechnerisch könnte heute ein Drittel mehr Holz geerntet werden, ohne die Regenerationsfähigkeit des Waldes (Prinzip der Nachhaltigkeit) zu beeinträchtigen.“

## Hindernisse einer Nutzung

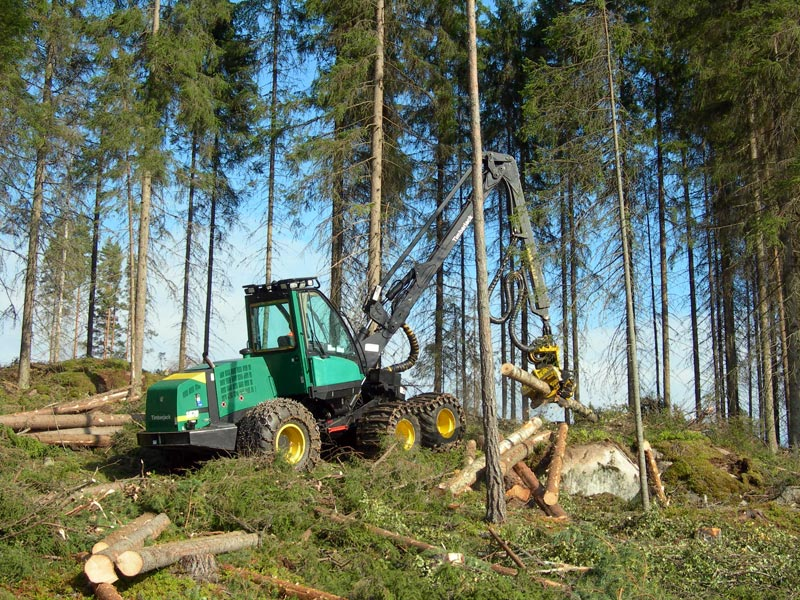
Holzvollernter

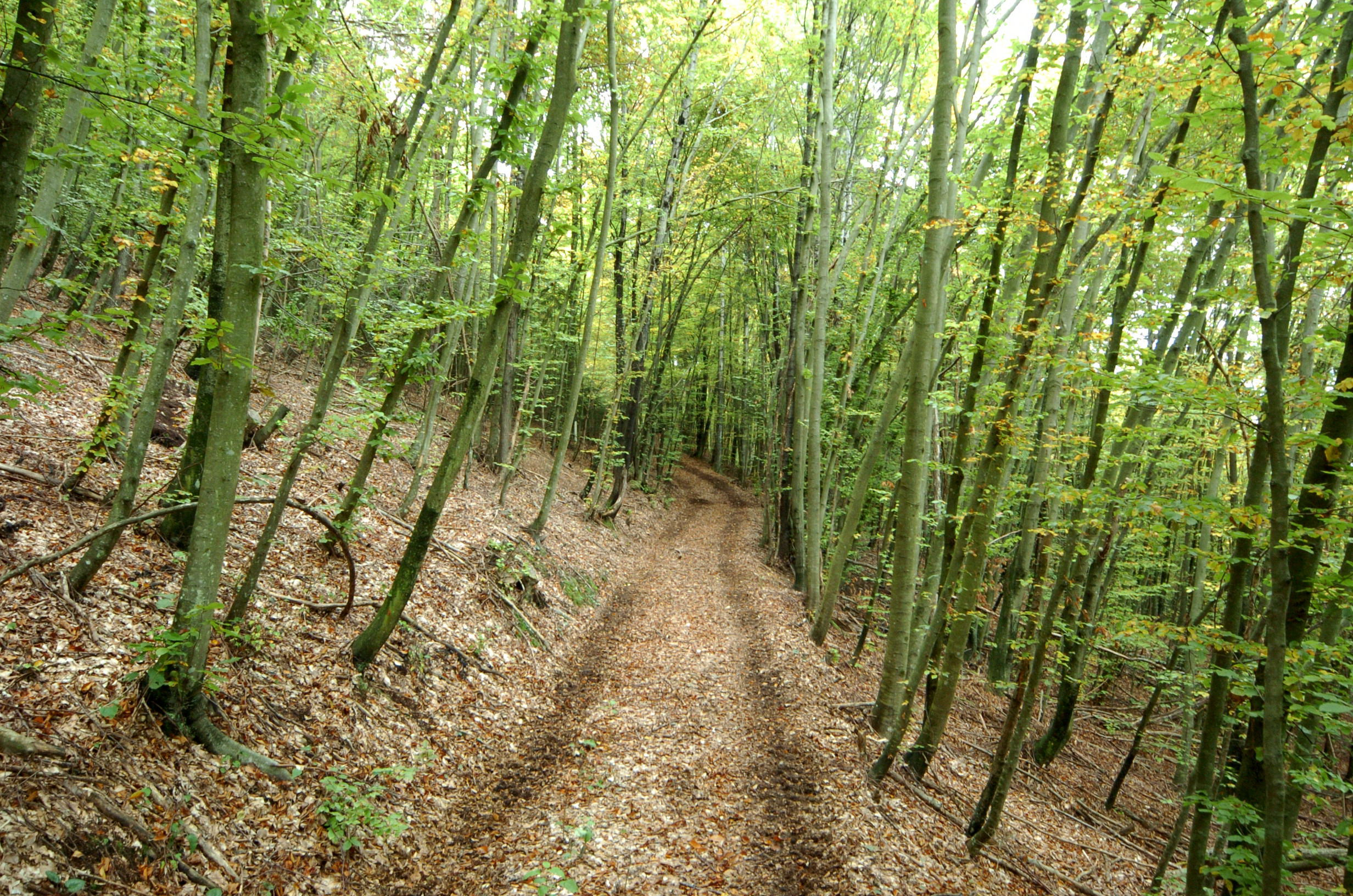
Waldweg

Die Erfahrung zeigt, dass selbst unter den momentan günstigen Rahmenbedingungen steigender Holzpreise dieses nachhaltige Biomassepotenzial nicht komplett ausgeschöpft wird. Die Gründe für den bestehenden Nutzungsverzicht sind vielfältig.

### Motivation der Waldbesitzer
Vor allem im klein strukturierten Privatwald, wo ein großer Teil der ungenutzten Vorräte liegt, verhindern verschiedene Gründe eine intensivere Nutzung. 47 % des Holzvorrats sind im Privatbesitz, darunter 28 % im Kleinprivatwald bis 20 ha:
- Viele Kleinstprivatwaldbesitzer haben ein Alter erreicht, in dem sie nicht mehr aktiv im Wald arbeiten können
- Viele Waldbesitzer städtischer Herkunft haben keine wirtschaftlichen Nutzungsinteressen, sondern nehmen ihren Wald oft in ästhetischen und erholenden Dimensionen.[1]
- Gerade bei städtischen Waldbesitzern kommt es auch oft vor, dass die genaue Lage oder der Grenzverlauf der Flächen nicht bekannt sind. Damit ergeben sich für eine gemeinsame Waldbewirtschaftung, die niedrige Aufarbeitungskosten und bessere Vermarktungsmöglichkeiten verspricht, hohe Transaktionskosten.

### Ernte, Logistik und Vermarktung
Neben der fehlenden Motivation der Waldbesitzer können unausgereifte Nutzungskonzepte oder schwierige Bedingungen eine Nutzung verhindern:
- Oft wird das Zuwachspotenzial der Wälder unterschätzt,
- In bäuerlichen Betrieben fehlt immer öfter die Zeit und Arbeitskraft zur Waldarbeit.
- Eine Zersplitterung der Besitzstruktur (kleine Parzellen als Folge der Realteilung) verhindern einen wirtschaftlichen Einsatz voll mechanisierter Holzerntesysteme.
- Zudem sind große Teile des Kleinprivatwalds für den Maschineneinsatz kaum mit Wald- und Rückewegen erschlossen.
- Wo Holz motor-manuell, also mit der Motorsäge anstelle von Erntemaschinen (z. B. Holzvollernter), aufgearbeitet wird, gelangt immer öfter ein Teil des Holzes als Brennholz für den Eigenverbrauch nicht mehr auf dem Markt.[3]

## Lösungsansatz Holzmobilisierung
Neben der Möglichkeit einer Wald-Flurbereinigung, die größere Strukturen und auch eine wirtschaftlichere Erschließung der Waldflächen bewirkt, steht vor allem die Holzmobilisierung zur Verfügung.
„Der Begriff Holzmobilisierung wird in der Forstwirtschaft seit einigen Jahren im Zusammenhang mit den Ergebnissen von großräumigen Forstinventuren in Österreich und Deutschland verwendet, wonach ein erhebliches zusätzliches Nutzungspotential in den Wäldern zur Verfügung steht. Holzmobilisierung zielt darauf ab, den Holzeinschlag zu erhöhen, um Holz-Übervorräte abzubauen und die Höhe der Nutzung am Zuwachs zu orientieren“.
Neben der Motivation der privaten Waldbesitzer, das nachwachsende Holz auch zu nutzen, steht bei der Holzmobilisierung die technische Unterstützung durch Verbesserung der Ernte, Logistik und Vermarktung im Vordergrund. Bewährte Vorläufer der Holzmobilisierung sind sogenannte "Forstwirtschaftliche Zusammenschlüsse", regionale Kooperationen von Waldbesitzern zur gemeinschaftlichen oder überbetrieblichen Bewirtschaftung der Waldbestände.

### Ablauf
In der Regel erfolgt die Holzmobilisierung in einer gemeinsamen Initiative mehrerer Partner aus Wirtschaft und Industrie. Zur Erhebung der aktuellen Situation werden zunächst die Besitzverhältnisse und die Lage der Flurstücke erfasst: digitale Grenz-, Bestandes- und Wegekarten der Waldbesitzer, die Lagerbuchnummer und der entsprechende Grenzverlauf ihrer Grundstücke werden registriert. Zum Management der Daten werden datenbankbasierte Informationssysteme verwendet, teilweise mit Verlinkung zu Geographischen Informationssystemen (GIS). Diese Erfassung ist Voraussetzung sowohl für die räumliche Konzentration und Bündelung von Hiebsmaßnahmen als auch zur Organisation von Logistik, Abfuhr und Verteilung des Holzgeldes. Zudem werden noch Angaben zum Waldzustand der jeweiligen Grundstücke erhoben, also Hauptbaumarten, Alter, geschätzter Vorrat und Pflegezustand. Die Erhebung der Daten bei allen Waldbesitzern kann – besonders bei zahlreichen Kleinstwaldbesitzern – sehr aufwändig sein, die Nutzung öffentlicher Daten ist aus Datenschutzgründen nicht immer möglich.
Nur wenn aktuelle Daten vorliegen und kontinuierlich gepflegt werden, kann die Mobilisierung der Holzvorräte und die Optimierung der Abläufe erfolgreich sein. Oft erweist sich bereits die Bereitstellung dieser Daten als recht schwierig.
Durch eine Reihe von Service- und Koordinationsangebote vereinfachen Akteure der Holzmobilisierung den Waldbesitzern die Nutzung des Holzaufwuchses in ihren Beständen vereinfacht:
- Auffinden und Sensibilisierung der Waldbesitzer
- Beratung und Unterstützung der Privatwaldbesitzer
- Komplett-Auftrag (Auszeichnen, Aufarbeiten und Vermarkten)
- Bündelung des Bestandes benachbarter Waldbesitzer zu Nutzungsschwerpunkten und gemeinsamer Vermarktung (bei Eigen-Aufarbeitung)
- Informationsveranstaltungen
- Organisation der Privatwaldbesitzer
- Koordination zwischen Besitzern, Forstbetriebsgesellschaften, Waldbauvereinen, Forstverwaltungen und Holzverarbeitender Industrie

Insgesamt ist eine regionale Zusammenarbeit der unterschiedlichen Akteure von Bedeutung. Hier hängt viel von der Motivation und dem Einsatzwillen der verschiedenen Partner ab.

### Projekte
Verschiedene Projekte zur Holzmobilisierung wurden z. B. vom Holzabsatzfonds (HAF, am 31. August 2009 aufgelöst), den Ländern und privaten Initiativen angeregt:
- Aufnahme einer Mobilisierungsprämie für Holz in die Fördergrundsätze der Gemeinschaftsaufgabe Agrarstruktur und Küstenschutz (GAK) der Bundesländer (siehe § 1 Bundeswaldgesetz (BWaldG))[4]
- Projekte des HAF in Zusammenarbeit mit den Forstverwaltungen mehrerer Bundesländer und verschiedenen Instituten[5]
- "Förderprogramm Rohholzmobilisierung" des HAF zum Zweck des Informationstransfers, der Aufklärung und Motivation der Multiplikatoren und Akteure sowie Modellvorhaben in der Lausitz und in der Eifel[4]
- Förderprogramme des Waldklimafonds und der Fachagentur Nachwachsende Rohstoffe e. V. (FNR) bzw. des Bundesministeriums für Ernährung, Landwirtschaft und Verbraucherschutz (BMELV) als Träger der FNR:[4]
  - "Logistik, Holzbereitstellung, Marktforschung zur zielgerichteten Bereitstellung des Holzes"
  - "Entwicklung neuer Mobilisierungs- und Logistikkonzepte zur verstärkten Nutzung von Holz"
  - "Klimaschutz durch Kleinprivatwald – für Eigentümer und Gesellschaft" (KKEG):
    - Befragung von Bürgern ohne Wald und Waldbesitzern über Wünsche und Ansprüche an den Wald durch das Thünen-Institut für Internationale Waldwirtschaft und Forstökonomie(Hamburg), die Ergebnisse sind unter https://www.waldbefragung.de/ abrufbar
    - Entwicklung und Test von Onlineservices für Waldbesitzer und Forstdienstleister wie https://www.waldhilfe.de/ und https://wald-marktplatz.de/ durch die wald-wird-mobil.de gGmbH

  - WIKI-Web2.0 für das Kompetenz-Netzwerk Klimawandel, Krisenmanagement und Transformation in Waldökosystemen
  - Neue Beratungsleistungen für Forstwirtschaftliche Zusammenschlüsse – Klimaangepasste Bewirtschaftung im kleineren und mittleren Privatwald
  - Verbesserung der Klimaschutzleistungen von bewirtschafteten Wäldern durch gemeinschaftliche Bewirtschaftung des Klein- und Kleinstprivatwaldes in NRW